# Харун Хасани
Харун Хасани (Бачка, 1940 - Београд, 2023) је био српски стоматолог, горанског порекла. Као сакупљач народних умотворина најпознатији је по збирци Горанске народне песме, једној од ретких књига народног стваралаштва Горанаца, објављеној 1987. године.

## Биографија
Гимназију је завршио у Пироту, а затим Стоматолошки факултет Универзитета у Београду. Обајвио је велики број научних радова из области стоматологије и медицинске заштите, и један је од првих зубара који се вратио у свој завичај 1965. године да би лечио људе у Гори. Такође је сакупио велики број народних песама и умотворина из свог родног краја. Од 1999. године живи у Београду, након што је услед рата протеран са места директора Дома здравља на Косову и Метохији. У 83. години живота је преминуо. Сахрањен је на Лешћу, у Београду.

## Горанске народне песме
Збирка садржи 421 објављену горанску песму од преко 1000 сакупљених, по класификацији Вука Стефановића Караџића, подељене на печалбарске, љубавне, обредне, песме о раду, родољубиве, успаванке, брзалице, баладе, обичајне и шаљиве. С обзиром да су песме на нашинском - горанском, углавном су разумљиве свим људима српско-хрватског говорног подручја, посебно људима из Јужне Србије. Књига садржи црно-беле илустрације песама, углавном ликова у народној ношњи Горанаца.
Пример шаљиве песме (редни број 417) у којој се млада девојка обраћа старцу који је загледа док плеше
"Ено иде, деде, подригује,
под бела се брада подсменује,
се радује дејка ће го земе.
Го играла, дејка, го мамила,
дур му зела капа со дукати.
Скрши шија, е сгаро старчиште,
иди, дедо, иди се удави,
за тебе је дедо, м'тна река, -
м'тна река ђурђеенска,
за мене је, дедо, младо момче,
младо момче неженето."